# Solieria flava
Solieria flava là một loài ruồi trong họ Tachinidae.